# Renault R.S.19
Der Renault R.S.19 ist der Formel-1-Rennwagen von Renault für die Formel-1-Weltmeisterschaft 2019. Er ist der 24. Formel-1-Wagen von Renault und wurde am 12. Februar 2019 präsentiert.

## Technik und Entwicklung
Wie alle Formel-1-Fahrzeuge des Jahres 2019 ist der Renault R.S.19 ein hinterradangetriebener Monoposto mit einem Monocoque aus kohlenstofffaserverstärktem Kunststoff (CFK). Außer dem Monocoque bestehen auch viele weitere Teile des Fahrzeugs, darunter die Karosserieteile und das Lenkrad aus CFK. Auch die Bremsscheiben sind aus einem mit Kohlenstofffasern verstärkten Verbundwerkstoff.
Der R.S.19 ist das Nachfolgemodell des R.S.18. Da das technische Reglement zur Saison 2019 weitgehend stabil blieb, ist das Fahrzeug größtenteils eine Weiterentwicklung.
Angetrieben wird der R.S.19 von einem in der Fahrzeugmitte montierten 1,6-Liter-V6-Motor von Renault mit einem Turbolader sowie einem 120 kW starken Elektromotor, es ist also ein Hybridelektrokraftfahrzeug. Das sequentielle Getriebe des Wagens hat acht Gänge. Der Gangwechsel wird über Schaltwippen am Lenkrad ausgelöst. Das Fahrzeug hat nur zwei Pedale, ein Gaspedal (rechts) und ein Bremspedal (links). Genau wie viele andere Funktionen wird die Kupplung, die nur beim Anfahren aus dem Stand verwendet wird, über einen Hebel am Lenkrad bedient.
Die Gesamtbreite des Fahrzeugs beträgt 2000 mm, die Breite zwischen Vorder- und Hinterachse 1600 mm, die Höhe 950 mm. Der Frontflügel hat eine Breite von 2000 mm, der Heckflügel von 1050 mm sowie eine Höhe von 820 mm. Der Diffusor hat eine Gesamthöhe von 175 mm sowie eine Breite von 1050 mm. Der Wagen ist mit 305 mm breiten Vorderreifen und mit 405 mm breiten Hinterreifen des Einheitslieferanten Pirelli ausgestattet, die auf 13-Zoll-Rädern montiert sind.
Der R.S.19 hat, wie alle Formel-1-Fahrzeuge seit 2011, ein Drag Reduction System (DRS), das durch Flachstellen eines Teils des Heckflügels den Luftwiderstand des Fahrzeugs auf den Geraden verringert, wenn es eingesetzt werden darf. Auch das DRS wird mit einem Schalter am Lenkrad des Wagens aktiviert.
Der R.S.19 ist mit dem Halo-System ausgestattet, das einen zusätzlichen Schutz für den Kopf des Fahrers bietet.

## Lackierung und Sponsoring
Der R.S.19 ist überwiegend in Gelb und Schwarz lackiert.
Neben dem Hersteller Renault werben Castrol, Genii Capital, Infiniti, Mapfre, Microsoft und RCI Banque auf dem Fahrzeug.

## Fahrer
Renault tritt 2019 mit den Fahrern Nico Hülkenberg und Daniel Ricciardo an. Hülkenberg bestreitet seine dritte Saison für das Team, Ricciardo wechselt von Red Bull Racing zu Renault und ersetzt Carlos Sainz jr., der zu McLaren wechselt.

## Ergebnisse
| Fahrer                          | Nr.                             | 1   | 2   | 3   | 4   | 5  | 6  | 7 | 8  | 9  | 10 | 11  | 12 | 13 | 14 | 15 | 16  | 17  | 18 | 19 | 20 | 21 | Punkte | Rang |
| ------------------------------- | ------------------------------- | --- | --- | --- | --- | -- | -- | - | -- | -- | -- | --- | -- | -- | -- | -- | --- | --- | -- | -- | -- | -- | ------ | ---- |
| Formel-1-Weltmeisterschaft 2019 | Formel-1-Weltmeisterschaft 2019 |     |     |     |     |    |    |   |    |    |    |     |    |    |    |    |     |     |    |    |    |    | 91     | 5.   |
| D. Ricciardo                    | 03                              | DNF | 18* | 7   | DNF | 12 | 9  | 6 | 11 | 12 | 7  | DNF | 14 | 14 | 4  | 14 | DNF | DSQ | 8  | 6  | 6  | 11 | 91     | 5.   |
| N. Hülkenberg                   | 27                              | 7   | 17* | DNF | 14  | 13 | 13 | 7 | 8  | 13 | 10 | DNF | 12 | 8  | 5  | 9  | 10  | DSQ | 10 | 9  | 15 | 12 | 91     | 5.   |

| Legende  | Legende            | Legende                                                          |
| Farbe    | Abkürzung          | Bedeutung                                                        |
| -------- | ------------------ | ---------------------------------------------------------------- |
| Gold     | –                  | Sieg                                                             |
| Silber   | –                  | 2. Platz                                                         |
| Bronze   | –                  | 3. Platz                                                         |
| Grün     | –                  | Platzierung in den Punkten                                       |
| Blau     | –                  | Klassifiziert außerhalb der Punkteränge                          |
| Violett  | DNF                | Rennen nicht beendet (did not finish)                            |
| Violett  | NC                 | nicht klassifiziert (not classified)                             |
| Rot      | DNQ                | nicht qualifiziert (did not qualify)                             |
| Rot      | DNPQ               | in Vorqualifikation gescheitert (did not pre-qualify)            |
| Schwarz  | DSQ                | disqualifiziert (disqualified)                                   |
| Weiß     | DNS                | nicht am Start (did not start)                                   |
| Weiß     | WD                 | zurückgezogen (withdrawn)                                        |
| Hellblau | PO                 | nur am Training teilgenommen (practiced only)                    |
| Hellblau | TD                 | Freitags-Testfahrer (test driver)                                |
| ohne     | DNP                | nicht am Training teilgenommen (did not practice)                |
| ohne     | INJ                | verletzt oder krank (injured)                                    |
| ohne     | EX                 | ausgeschlossen (excluded)                                        |
| ohne     | DNA                | nicht erschienen (did not arrive)                                |
| ohne     | C                  | Rennen abgesagt (cancelled)                                      |
| ohne     | keine WM-Teilnahme |                                                                  |
| sonstige | P/fett             | Pole-Position                                                    |
| sonstige | 1/2/3/4/5/6/7/8    | Punktplatzierung im Sprint-/Qualifikationsrennen                 |
| sonstige | SR/kursiv          | Schnellste Rennrunde                                             |
| sonstige | *                  | nicht im Ziel, aufgrund der zurückgelegten Distanz aber gewertet |
| sonstige | ()                 | Streichresultate                                                 |
| sonstige | unterstrichen      | Führender in der Gesamtwertung                                   |